# Nevers
Nevers je mesto in občina v osrednji francoski regiji Burgundiji, prefektura departmaja Nièvre in glavno mesto nekdanje province Nivernais. Leta 1999 je mesto imelo 43.082 prebivalcev, 2022 pa 33.000.

## Geografija
Kraj leži ob zahodnem obrežju reke Loare in njenih pritokih Allier ter Nièvre. Skozenj poteka južni krak romarske poti v Santiago de Compostelo (Via Lemovicensis) z začetkom v Vézelayu.

## Administracija
Nevers je sedež štirih kantonov:
- Kanton Nevers-Center (del občine Nevers),
- Kanton Nevers-Jug (del občine Nevers, občine Challuy, Marzy, Sermoise-sur-Loire),
- Kanton Nevers-Sever (del občine Nevers, občina Coulanges-lès-Nevers),
- Kanton Nevers-Vzhod (del občine Nevers, občina Saint-Éloi).

Mesto je prav tako sedež okrožja, v katerega so poleg njegovih vključeni še kantoni Decize, Dornes, Guérigny, Imphy, La Machine, Pougues-les-Eaux, Saint-Benin-d'Azy, Saint-Pierre-le-Moûtier, Saint-Saulge s 125.244 prebivalci.

## Zgodovina
Antični Noviodunum je bil kasneje preimenovan v Nebirnum. Konec 5. stoletja je postal sedež škofije. Grofija sega nazaj vsaj v začetek 10. stoletja. Za kratek čas v 14. stoletju je bil v Neversu tudi sedež Univerze, prenešen iz Orléansa.

## Znamenitosti
Nevers je na seznamu francoskih umetnostno-zgodovinskih mest.
- cerkev sv. Štefana iz konca 9. stoletja,
- gotska Neverska stolnica (14.-16. stoletje),
- Vojvodska palača (15.-16. stoletje),
- Slavolok zmage (18. stoletje).

## Šport
Dobrih 15 kilometrov južno od Neversa leži dirkališče Circuit de Nevers Magny-Cours, ki je med letoma 1991 in 2008 redno gostilo dirke Formule 1 za Veliko nagrado Francije.

## Pobratena mesta
- Charleville-Mézières (departma Ardennes),
- Curtea de Argeş (Romunija),
- Hammamet (Tunizija),
- Koblenz (Nemčija),
- Lund (Švedska),
- Mantova, Italija,
- Marbella (Španija),
- Minsk (Belorusija),
- Neubrandenburg (Nemčija),
- Saint-Albans (Združeno kraljestvo),
- Siedlce (Poljska),
- Sremska Mitrovica (Srbija),
- Stavroupoli (Grčija).